# 윔블던 (런던)

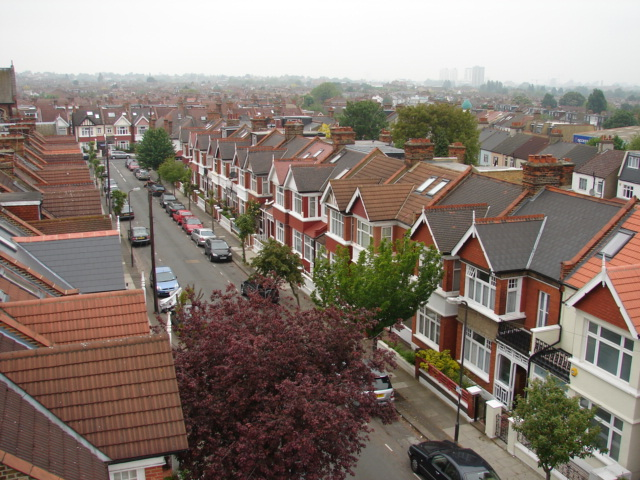
윔블던

윔블던(Wimbledon)은 런던 남서부 근교에 위치한 지역으로, 윔블던 테니스 대회의 개최지로 유명하다.